# Sint-Antonius van Paduaklooster (Brussel)
Het Sint-Antonius van Paduaklooster is een 19e-eeuws neogotisch klooster met kloosterkerk in de Brusselse Artesiëstraat, naar een ontwerp van de Nederlandse architect Pierre Cuypers.
De nieuwbouwkerk werd in 1868 opgeleverd in opdracht van de orde van de Franciscanen Conventuelen. Het is een driebeukige kruiskerk in rode baksteen met speklagen. De kerk heeft een octagonale vieringtoren naar ontwerp van Johannes Wilhelmus Boerbooms die als leerling van Pierre Cuypers toezicht op de bouwwerken van de kerk uitoefende. Pierre Cuypers ontwierp ook het interieur, met onder meer natuurstenen figuratieve kapitelen, pijlers en muurschilderingen en als groot meubilair een orgelkast en een communiebank. De kerk kreeg gebrandschilderde roos- en lancetvensters.
De kerk is niet de enige Sint-Antonius van Paduakerk in het hoofdstedelijk gewest. Vijf kilometer verderop staat aan het Sint-Antoonplein 1 in Etterbeek een neogotische parochiekerk met dezelfde patroonheilige. Maar deze is opgericht in breuksteen, dateert uit 1905 en is ontworpen door de architecten Edmond Serneels en Georges Cochaux.